# Невилл, Джон, 5-й маркиз Абергавенни
Подполковник Джон Генри Гай Невилл, 5-й маркиз Абергавенни (англ. John Henry Guy Nevill, 5th Marquess of Abergavenny; 8 ноября 1914 — 23 февраля 2000) — британский пэр и военный.

## Биография
Родился 8 ноября 1914 года. Старший сын Гая Темпла Монтегю Ларнака-Невилла, 4-го маркиза Абергавенни (1883—1954), и Изабель Нелли Ларнак (? — 1953). Джон Невилл получил образование в Итонском колледже и Тринити-колледже в Кембридже.
В 1936 году он стал офицером лейб-гвардии и участвовал во Второй мировой войне, в 1945 году был награжден орденом Британской империи, а в 1946 году дослужился до звания подполковника.
4 января 1938 года он женился на (Мэри) Патрисии Харрисон (20 октября 1915 — 22 февраля 2005), дочери подполковника Джона Фенвика Харрисона (? — 1966) и достопочтенной Маргарет Олив Эдит Леви-Лоусон (? — 1969). У супругов было пятеро детей:
- Леди Энн Патрисия Невилл (род. 25 октября 1938), в 1971 году вышла замуж за капитана Мартина Уайтли (? — 1984) и родила троих детей.
- Леди Вивьен Маргарет Невилл (15 февраля 1941 — 10 сентября 2018), муж с 1962 года Алан Ливингстон (? — 2014), от брака с которым у неё было четверо детей.
- Леди Джейн Элизабет Невилл (7 апреля 1944 — 16 октября 1946), умерла в детстве.
- Генри Джон Монтегю Невилл, граф Льюис (2 февраля 1948 — 2 апреля 1965), получивший образование в Итоне, умер, не оставив потомства[2].
- Леди Роуз Невилл (род. 15 июля 1950); подружка невесты на свадьбе принцессы Маргарет и Энтони Армстронг-Джонса. В 1990 году леди Роуз вышла замуж за Джорджа Марка Сомерсета Клоуза и родила двух детей.

Лорд Абергавенни был почетным полковником Йоменри Кента в 1949—1961 годах и Йоменри Кента и графства Лондон (снайперы) в 1961—1962 годах. Он был членом Совета графства Восточный Сассекс с 1947 по 1954 год и членом окружного совета Восточного Сассекса с 1954 по 1962 год. Он также был заместителем лейтенанта Сассекса в 1955 году, вице-лейтенантом Сассекса с 1970 по 1974 год, а затем первым лордом-лейтенантом Восточного Сассекса с 1974 по 1989 год.
Помимо своей армейской и политической карьеры, лорд Абергавенни также был директором Massey Ferguson с 1955 по 1985 год; директором Lloyds Bank с 1962 по 1985 год; председателем регионального совета Lloyds Bank на Юго-Востоке с 1962 по 1985 год; и директором Whitbread Investment.
Лорд Абергавенни стал рыцарем Ордена Святого Иоанна в 1976 году, рыцарем Ордена Подвязки в 1974 году и был канцлером этого ордена с 1977 по 1994 год. В 1986 году он был удостоен почетной степени доктора юридических наук Университета Сассекса.
Маркиз Абергавенни также участвовал в скачках. Он участвовал в гонках с препятствиями с 1935 по 1939 год, а в 1942 году был избран в Национальный комитет охоты, исполняя обязанности стюарда с 1948 по 1950, в 1952—1954 и 1960—1962 годах. Он стал членом Жокейского клуба в 1950 году и заместителем председателя правления Turf в 1967 году. Он также был директором ипподромов Челтнема и Фонтвелла. Он служил попечителем Администрации Аскота в 1952 году и стал представителем королевы в Аскоте. Его гоночные цвета были алыми с белыми поперечными поясами.

## Смерть
Лорд Абергавенни скончался в феврале 2000 года в возрасте 85 лет. Поскольку у него не было выживших детей мужского пола, ему наследовал его племянник Кристофер Невилл, 6-й маркиз Абергавенни.